# Operatie Gauntlet
Operatie Gauntlet was een commando-operatie tijdens de Tweede Wereldoorlog op West-Spitsbergen om de rijke steenkolenmijnen niet in handen van de Duitse Wehrmacht te laten vallen. Het was een gecombineerde actie van Canadese, Britse en Noorse commando's die plaatsvond tussen 25 augustus en 3 september 1941.

## Operatie
Spitsbergen was Noors grondgebied, maar de mijnen werden door de Sovjets geëxploiteerd. Na de inval in de Sovjet-Unie door de Duitsers rees het vermoeden bij de Britten, dat de Duitsers de mijnen op Spitsbergen zouden willen overnemen voor hun eigen oorlogsindustrie. Daarom werd met toestemming van Noorwegen en de Sovjet-Unie een commando-operatie voorbereid die als doel had: het vernietigen van de aanwezige installaties en het meenemen van voorraden en aanwezige mensen op Spitsbergen. De commando's werden ondersteund door een klein eskader met twee kruisers, twee torpedobootjagers, het passagiersschip Empress of Canada en een aantal kleine vaartuigen onder commando van schout-bij-nacht Sir Philip L. Vian. Op 18 augustus voer de vloot uit en deze landde op 25 augustus op Spitsbergen.
Op Spitsbergen konden ze hun gang gaan daar er nog geen Duits garnizoen aanwezig was. Alle Russische mijnwerkers werden meteen geëvacueerd en naar Archangelsk gebracht. De commando's vernielden alle aanwezige mijnen en staken 450.000 ton steenkool en 1,25 miljoen liter olie, benzine en smeerolie in brand. Daarnaast werden essentiële onderdelen van de mijn- en transportinstallaties verwijderd. Ook werden een aantal weerstations vernietigd. Op 2 september werd de gehele Noorse bevolking op Spitsbergen (800 personen) aan boord van de Empress of Canada gebracht. Op 3 september werd de operatie beëindigd en voer de vloot richting Engeland waar de schepen op 9 september aankwamen.